# 798
Раннє Середньовіччя. Почалася Епоха вікінгів. У Східній Римській імперії триває правління Ірини Афінської. Карл Великий править Франкським королівством. Північ Італії належить Франкському королівству, Рим і Равенна під управлінням Папи Римського, герцогства на південь від Римської області незалежні, деякі області на півночі та на півдні належать Візантії. Піренейський півострів, окрім Королівства Астурія, займає Кордовський емірат. В Англії триває період гептархії. Центр Аварського каганату лежить у Паннонії. Існують слов'янські держави: Карантанія, як васал Франкського королівства, та Перше Болгарське царство.
Аббасидський халіфат очолює Гарун ар-Рашид. У Китаї править династія Тан. В Індії почалося піднесення імперії Пала. В Японії триває період Хей'ан. Хозарський каганат підпорядкував собі кочові народи на великій степовій території між Азовським морем та Аралом. Територію на північ від Китаю займає Уйгурський каганат.
На території лісостепової України в VIII столітті виділяють пеньківську й корчацьку археологічні культури. У VIII столітті продовжилося швидке розселення слов'ян. У Північному Причорномор'ї співіснують різні кочові племена, зокрема булгари, хозари, алани, авари, тюрки, угри, кримські готи.

## Події
- Араби здійснили похід на Візантію в Малій Азії, дійшли до Босфору. Гарун ар-Рашид погодився укласти з імператрицею Іриною мир на 4 роки за щорічну данину.
- Людовик Благочестивий, син короля франків та лангобардів Карла Великого зібрав у Тулузі раду, на якій були присутні арабські вожді повстання проти Кордовського емірату. Було вирішено здійснити новий похід в Іспанію. Франки здобули місто Бік та інші фортеці по іспанський бік Піренеїв, утворивши там постійну базу. Засновано графство Сердань.
- Тривають Саксонські війни. Сакси вбили багатьох чиновників Карла Великого та його посла в Данію. Карл здійснив спустошливий похід на землі між Везером та Ельбою. Сакси напали також на союзніків франків ободритів, але були биті.
- Вікінги напали на Гебридські острови та Ольстер.
- Бунт Сарагоси та Уески проти Кордовського емірату придушено.
- Засновано архієпархію Зальцбурга.